# Symphorophilie
La symphorophilie est une paraphilie pour laquelle l'excitation sexuelle se déclenche en assistant à un désastre tel un incendie ou un accident de la circulation.

## Dans la culture populaire
- Les personnages principaux du roman Crash ! sorti en 1973 et rédigé par J. G. Ballard, et de son adaptation Crash (film, 1996) de David Cronenberg sont symphorophiles.
- Le personnage Stuntman Mike dans Boulevard de la mort de Quentin Tarantino est symphorophile.